# Бланкеннагель, Егор Иванович
Егор (Георгий) Иванович Бланкеннагель (1750—1813) — генерал-майор, георгиевский кавалер; один из основателей (наряду с Я. С. Есиповым) в 1802 году первого в России и второго в Европе завода, вырабатывающего сахар из сахарной свёклы.
Известен также как московский архитектор, в частности, возглавлял в конце XVIII века работы по пропуску реки Неглинной по каналу, войдя в «комиссию производимых в пользу города Москвы водяных работ».

## Биография
Краткая родословная на немецком
https://de.m.wikipedia.org/wiki/Blankennagel
Родился примерно в 1750 году (точная дата не установлена). Сын Иоганна Адельгарда Бланкеннагеля (ум. 1757), родом из вестфальского города Зост, полковника на российской военной службе. Имел брата Ивана, полковника (1798), георгиевского кавалера. В 1793 году Егор Бланкеннагель посетил Хиву, о чем дважды написано, Географическом вестнике. Второй раз с примечаниями Григорьева.
Егор Бланкеннагель владел сельцом Анашкино Троицкой волости Звенигородского уезда Московской губернии с деревянным господским домом, 900 десятинами пахотной земли, 150 десятинами леса и 340 душами крестьян. В 1805 деревня была отдана в качестве приданого, на свадьбу падчерицы Александры с В. Н. Каразиным.
В 1764—1770 гг. учился в Артиллерийском и инженерном шляхетном корпусе. Выпущен во 2-й фузелёрный полк подпоручиком, с 1771 г. служил в Инженерном корпусе: поручик (1772), капитан (1779), майор (1783), подполковник (1791). Занимался в Москве ирригационными работами.
В 1794 г. произведён в полковники. Вышел в отставку генерал-майором. В 1797 г. Павел I пожаловал Бланкеннагелю имение Ной-Бильстенхоф в Лифляндии (ныне Билстини, Кокнесский край, Латвия).
1797 по 1801 был уездным предводителем дворянства, звенигородского уезда.
По данным 2024 в РГБ имеется документ:
«Купчая ген.-майора Егора Ивановича Бланкенагеля на проданный Крепостной свой московский двор со всякими в нём... строениями..., что на Мясницкой в Милютинском переулке, прапорщице Александре Антоновне Голиковой».
Это рукописный документ, датированный 1801 годом. Размер — 2 листа, формат — 35,5 х 22,5 см. На документе присутствуют подписи-автографы сторон и свидетелей, а также пометки о регистрации 1802 года.
Оригинал документа хранится в Российской государственной библиотеке (РГБ).
Следовательно, что-то было продано, и что осталось за владением Бланкеннагеля, не известно, текст и сама купчая не опубликованы.
В 1802 году на паях с Яковом Степановичем Есиповым построил в селе Алябьево Чернского уезда Тульской губернии (в настоящее время это территория хозяйства «Алябьевский» Мценского района Орловской области) сахарный завод, и в ноябре того же года пустили его в работу. В 1803 году единоличным хозяином завода стал Бланкеннагель. Он обратился к Александру I с просьбой выделить ему ссуду в 20 тысяч рублей. 20 октября 1803 года был подписан указ императора:

«Указ Александра I тульскому гражданскому губернатору о предоставлении льгот Бланкеннагелю, учредившему в селе Алябьеве Чернского уезда первый сахарный завод в России» (I ПСЗ, т. 27, 1802—1803 гг., № 20992, СПб., 1830 г., стр. 934—936).

В 1807 г. налаженное Бланкеннагелем производство обследовал химик Ф. Ф. Рейсс, выпустив отчёт в виде брошюры «Описание свеклосахарного завода, основанного генерал-майором Бланкеннагелем».
Московский пожар 1812 года уничтожил не только собственный дом генерала на Кузнецком мосту, но и два склада патоки и сахара. Полное расстройство дела и невозможность вернуть долг в 50 000 рублей, выданный казной на обустройство сахарного завода, свели его в могилу. В начале 1820 года, благодаря хлопотам зятя, В. Н. Каразина, долг был списан с наследников распоряжением императора.
Умер 8 июня 1813 года, похоронен на Введенском иноверческом кладбище (могила утрачена).
Сахарный завод перешел к Антону Герарду.
Был женат на Пелагее Ивановне Бланкеннагель (в первом браке Мухина, в девичестве Голикова, дочь Ивана Ивановича Голикова). Падчерица Каразина (Мухина, Бланкеннагель) Александра Васильевна. Брат, также георгиевский кавалер, секунд-майор (на момент вручения награды) Иван Иванович Бланкеннагель.

## Награды
- Награждён 26 ноября 1795 года орденом Святого Георгия 4-й степени (№ 1226).